# Ullig örtblomfluga
Ullig örtblomfluga (Cheilosia reniformis) är en tvåvingeart som beskrevs av Hellen 1930. Ullig örtblomfluga ingår i släktet örtblomflugor, och familjen blomflugor. Arten har ej påträffats i Sverige. Inga underarter finns listade i Catalogue of Life.